# Triglochin palustris
Triglochin palustris là một loài thực vật có hoa trong họ Juncaginaceae. Loài này được L. miêu tả khoa học đầu tiên năm 1753.